# Semiothisa elata
Semiothisa elata là một loài bướm đêm trong họ Geometridae.